# Katia Belabbas
Katia Belabbas, née le 1er février 1996 à Béjaïa, est une véliplanchiste algérienne.

## Carrière
Katia Belabbas remporte la médaille d'or en série Bic techno aux Championnats d'Afrique de planche à voile 2013 à Yasmine Hammamet. Elle est médaillée d'or en RS:X aux Championnats d'Afrique de 2013 à Bordj El Bahri et aux Championnats d'Afrique de 2014 à Béjaïa et aux Championnats d'Afrique de 2015 à Bordj El Bahri.
Aux Jeux olympiques d'été de 2016 à Rio de Janeiro, elle termine 26e et dernière du classement en RS:X. 
Elle est médaillée de bronze de RS:X aux Championnats d'Afrique de RS:X 2019 à Bordj El Bahri.